# 티머시 올리펀트
티머시 올리펀트(Timothy Olyphant, 1968년 5월 20일 ~ )는 미국의 배우 및 프로듀서이다.

## 출연 작품

### 영화
- 스크림2
- 식스티 세컨즈 - 드리코프 형사 역
- 드림캐쳐 - 피트 무어 역
- 히트맨
- 스노든
- 산타클라리타 다이어트
- 잃어버린 세계를 찾아서 - 윌러드 역 (목소리)

### 드라마
- 에이리언: 어스 - 키르시 역